# Tautenburger Forst - Hohe Lehde - Gleistalhänge
Tautenburger Forst - Hohe Lehde - Gleistalhänge este o arie protejată (arie specială de conservare — SAC, sit de importanță comunitară — SCI) din Germania întinsă pe o suprafață de 1.100 ha, integral pe uscat.

## Localizare
Centrul sitului Tautenburger Forst - Hohe Lehde - Gleistalhänge este situat la coordonatele 50°58′42″N 11°43′08″E / 50.9783°N 11.7189°E.

## Înființare
Situl Tautenburger Forst - Hohe Lehde - Gleistalhänge a fost declarat sit de importanță comunitară în septembrie 2000 pentru a proteja 1 specie de plante și 18 specii de animale. Situl a fost protejat și ca arie specială de conservare în iulie 2008.

## Biodiversitate
Situată în ecoregiunea continentală, aria protejată conține 10 habitate naturale: Pajiști carstice calcaroase sau bazofile, de Alysso-Sedion albi, Pajiști uscate seminaturale și facies de acoperire cu tufișuri pe substraturi calcaroase (Festuco-Brometalia) (* situri importante pentru orhidee), Mlaștini alcaline, Grohotișuri medio-europene calcaroase, de la nivel colinar și montan, Pante stâncoase calcaroase cu vegetație casmofită, Păduri de fag Asperulo-Fagetum, Păduri de fag din Europa Centrală dezvoltate pe sol calcaros cu Cephalanthero-Fagion, Păduri de stejar și carpen Galio-Carpinetum, Păduri pe pante, grohotișuri și ravene de Tilio-Acerion, Păduri aluvionare cu Alnus glutinosa și Fraxinus excelsior (Alno-Padion, Alnion incanae, Salicion albae).
La baza desemnării sitului se află mai multe specii protejate:
- plante (1): papucul doamnei (Cypripedium calceolus)
- păsări (11): buha (Bubo bubo), prepeliță (Coturnix coturnix), ciocănitoarea de stejar (Dendrocopos medius), ciocănitoare neagră (Dryocopus martius), capîntortură (Jynx torquilla), sfrâncioc roșiatic (Lanius collurio), gaia roșie (Milvus milvus), viespar (Pernis apivorus), ciocănitoare verzuie (Picus canus), mărăcinar (Saxicola rubetra), silvie porumbacă (Sylvia nisoria)
- amfibieni (1): triton cu creastă (Triturus cristatus)
- mamifere (4): liliac cârn (Barbastella barbastellus), liliac cu urechi mari (Myotis bechsteinii), liliac comun (Myotis myotis), liliacul mic cu potcoavă (Rhinolophus hipposideros)
- nevertebrate (2): Osmoderma eremita Complex, Vertigo angustior

Pe lângă speciile protejate, pe teritoriul sitului au mai fost identificate 24 de specii de plante, 1 specie de păsări, 3 specii de mamifere, 108 specii de nevertebrate, 3 specii de reptile.